# 迫り来る嵐
『迫り来る嵐』（せまりくるあらし、原題：暴雪将至）は、2017年の中国映画。
1990年代後半の中国を舞台に殺人事件の捜査に取り憑かれた男を描いたサスペンス映画。第30回東京国際映画祭コンペティション部門に出品され、最優秀男優賞（ドアン・イーホン）と最優秀芸術貢献賞を受賞した。

## キャスト
- ユィ・グオウェイ：ドアン・イーホン
- イェンズ：ジャン・イーイェン
- ジャン警部：トゥ・ユアン
- リゥ：チェン・ウェイ
- リー警官：チェン・チュウイー

## スタッフ
- 監督・脚本：ドン・ユエ
- エグゼクティブ・ディレクター：ジアン・シャオドン
- エグゼクティブ・プロデューサー：ルオ・イエン
- プロデューサー：シアオ・チエンツァオ
- 撮影：ツァイ・タオ
- 美術：リウ・チアン
- 音楽：ティン・ヒー
- 編集：チョン・カーファイ
- 視覚効果：アー・トンリン